# 格奥尔格·开普勒

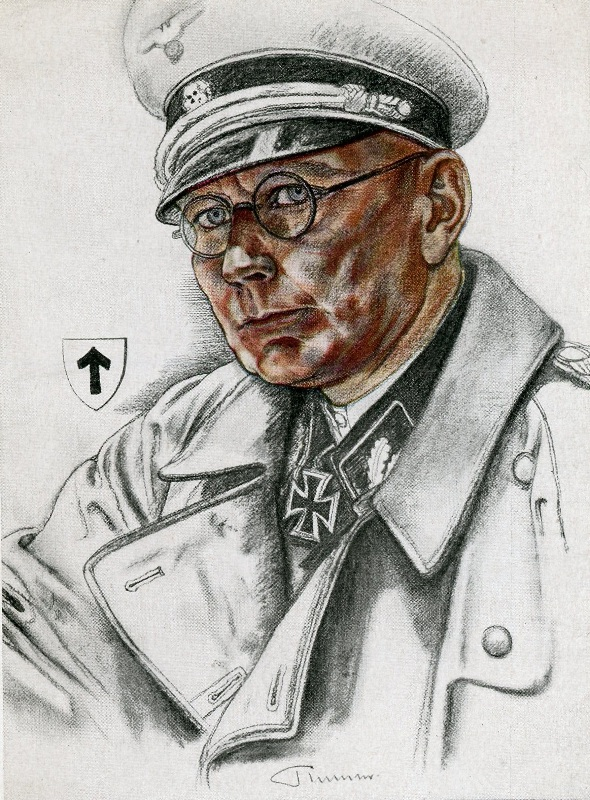
格奥尔格·开普勒

格奥尔格·开普勒（Georg Keppler，1894年5月7日—1966年6月16日）是一位纳粹德国武装党卫队軍官。他曾指挥親衛隊第2師、親衛隊第3師、親衛隊第1軍、親衛隊第3軍。他于1945年5月2日向美国陆军投降。开普勒在战后遭拘禁，于1948年获释。